# Cervone, Sakî
Cervone (în ucraineană Червоне) este un sat în comuna Orihove din raionul Sakî, Republica Autonomă Crimeea, Ucraina.

## Demografie
Componența lingvistică a localității Cervone
     Rusă (50,45%)
     Ucraineană (23,76%)
     Tătară crimeeană (23,17%)
     Alte limbi (0,36%)
Conform recensământului din 2001, majoritatea populației localității Cervone era vorbitoare de rusă (50,45%), existând în minoritate și vorbitori de ucraineană (23,76%) și tătară crimeeană (23,17%).